# Criterion (periodico)
Criterion fu la prima rivista di filosofia in catalano, diretta dal cappuccino Miquel d'Esplugues. La sua pubblicazione era trimestrale, fra 1925 e 1936. Si pubblicò altra volta dopo la Guerra civile spagnola, ma ora come collezione di temi filosofici e religiosi, in 1959. Basili de Rubí fu il nuovo direttore, e il suo successore, per poco tempo, Àlvar Maduell. La collezione doveva diventare una rivista, ma le leggi di stampa del ministro franchista Manuel Fraga Iribarne non autorizzarono questo, e la rivista chiuse in 1969.